# كارل زورفلوه
كارل زورفلوه (26 يناير 1913 – أكتوبر 1962) هو ملاكم سويسري راحل، مثّل بلاده في الألعاب الأولمبية الصيفية 1936.

## روابط خارجية
- كارل زورفلوه على موقع أوليمبيديا (الإنجليزية)